# Ugo Rossi

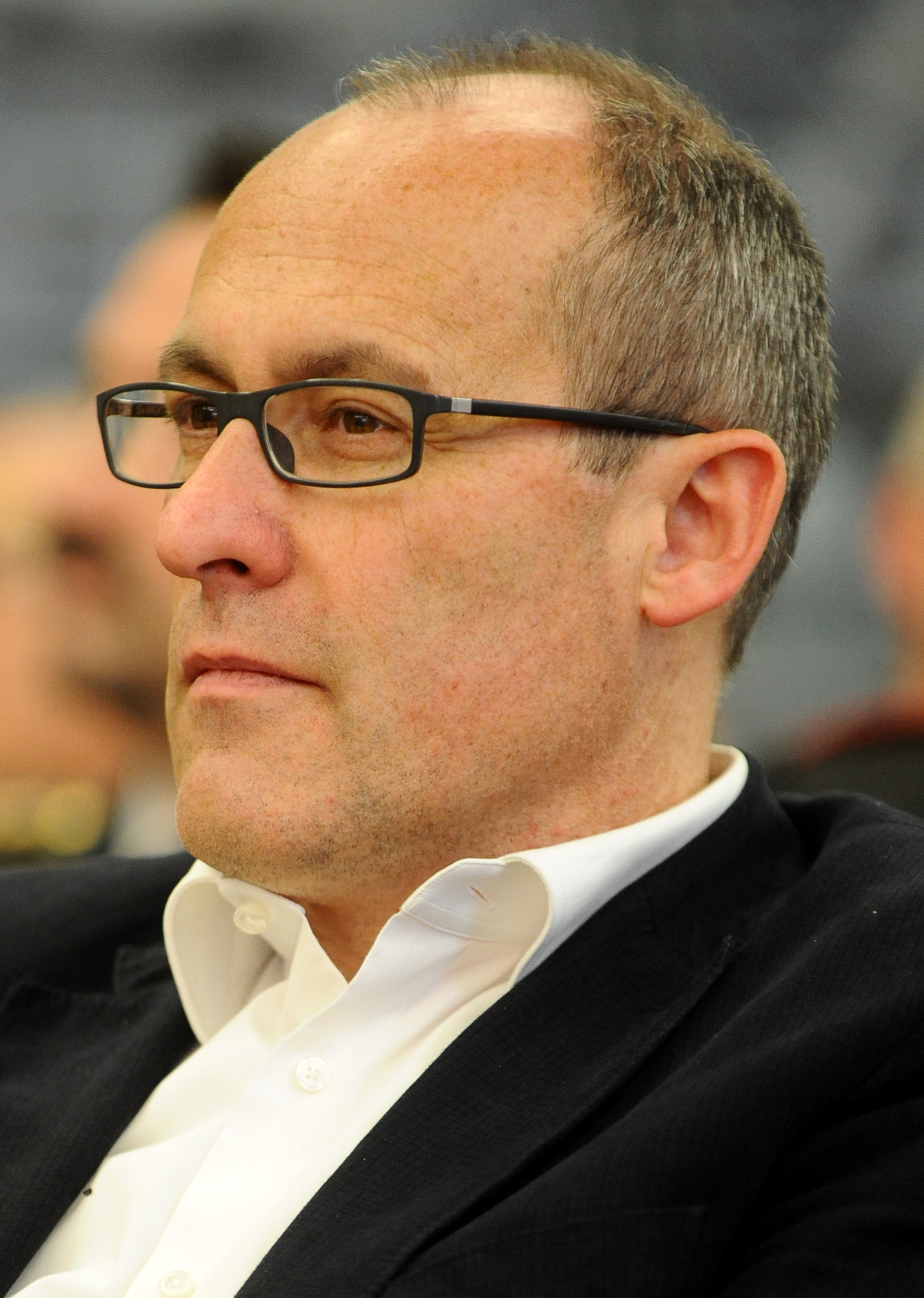
Ugo Rossi, 2013

Ugo Rossi (* 29. Mai 1963 in Mailand) ist ein italienischer Politiker (PATT, Azione) und war von 2013 bis 2018 Trentiner Landeshauptmann.

## Leben
Rossi wuchs in Mailand auf. Seine Eltern, die aus Ossana im Val di Sole im Trentino stammen, waren in den 1950er Jahren nach Mailand emigriert. Nach Abschluss des Studiums der Rechtswissenschaft arbeitete er zunächst in Mailand und Verona in der Versicherungsbranche. 1995 zog er privat nach Lavis um, wo er immer noch wohnhaft ist. 1997 wurde er Personalchef der Betreibergesellschaft der Ferrovie Trento–Malé.
1999 schloss sich Rossi der Trentiner Regionalpartei Partito Autonomista Trentino Tirolese und zog als Kommunalpolitiker in den Gemeinderat der Gemeinde Lavis ein. 2005 übernahm er das Amt des Parteisekretärs, das er bis 2012 innehatte, nachdem er bereits vorher im Präsidium der Partei verschiedene Aufgaben übernommen hatte. Nach dem Sieg der Mitte-links-Koalition bei den Wahlen zum Trentiner Landtag 2008 wurde Rossi in der XIV. Legislaturperiode zum Assessor für Gesundheit und Soziales berufen.
Bei der darauffolgenden Landtagswahl am 27. Oktober 2013 gewann Rossis Koalition unter seiner Führung 58 % der Stimmen, und er wurde für fünf Jahre zum Trentiner Landeshauptmann (italienisch Presidente della Provincia Autonoma di Trento) gewählt. Das seit dem Rückzug des langjährigen Amtsinhabers Lorenzo Dellai im Dezember 2012 kommissarisch von Alberto Pacher geführte Amt trat er am 9. November 2013 an.
2014 wurde Rossi zudem zum Präsidenten der Region Trentino-Südtirol gewählt. Zur Halbzeit der Legislaturperiode 2016 wurde er in diesem Amt turnusgemäß vom Südtiroler Landeshauptmann Arno Kompatscher abgelöst und Rossi übernahm die Vizepräsidentschaft in der Regionalregierung.
Bei der Trentiner Landtagswahl 2018 kam Rossi nur noch auf 12,42 % der Stimmen. Sein Nachfolger als Trentiner Landeshauptmann wurde Maurizio Fugatti. 2021 gab Rossi seinen Austritt aus der Partito Autonomista Trentino Tirolese bekannt und trat der von Carlo Calenda gegründeten und landesweit vertretenen Partei Azione bei.